# Robert Wise

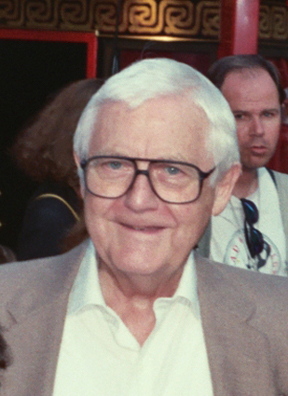
Robert Wise 1990 bei der Premiere des Films Air America

Robert Earl Wise (* 10. September 1914 in Winchester, Indiana; † 14. September 2005 in Los Angeles) war ein US-amerikanischer Filmregisseur, Filmproduzent und Filmeditor. Seine Karriere in Hollywood erstreckte sich von 1934 bis 2000 und umspannte zahlreiche Genres. Zu den bekanntesten Filmen des vierfachen Oscarpreisträgers zählen Der Tag, an dem die Erde stillstand, West Side Story, The Sound of Music und Star Trek: Der Film.

## Leben
Robert Wise war als Filmeditor bei RKO Pictures in Hollywood tätig, unter anderem für Orson Welles’ Citizen Kane und Der Glanz des Hauses Amberson. Ab Mitte der 1940er Jahre wurde er selbst mit ersten Regieaufträgen betraut. Durch die Filme The Curse of the Cat People und Der Leichendieb (letzterer mit den beiden damaligen Horrorstars Bela Lugosi und Boris Karloff) wurde er früh zu einem wichtigen Protagonisten des Horrorfilms. Ebenso leistete er Beiträge zum Film noir (Ring frei für Stoker Thompson, 1949) und zum Science-Fiction-Genre (Der Tag, an dem die Erde stillstand, 1951).
Bekanntheit erlangte Wise in den 1950er und 1960er Jahren mit dem Filmdrama Laßt mich leben, dem Filmmusical West Side Story und dem Horrorfilm Bis das Blut gefriert. Sein größter kommerzieller Erfolg war Meine Lieder – meine Träume aus dem Jahr 1965. Weitere Beiträge zum Science-Fiction-Genre lieferte Wise mit Andromeda – Tödlicher Staub aus dem All (1971) sowie dem ersten Star-Trek-Kinofilm Star Trek: Der Film (1979).
1967 erhielt Robert Wise für sein Lebenswerk den Irving G. Thalberg Memorial Award der Academy of Motion Picture Arts and Sciences (AMPAS), nachdem er bereits 1962 für West Side Story und 1966 für Meine Lieder – meine Träume jeweils mit einem Oscar als Bester Regisseur ausgezeichnet worden war. 1998 erhielt Robert Wise vom American Film Institute den AFI Life Achievement Award, die höchste Auszeichnung für das Gesamtwerk eines Filmschaffenden.
Von 1971 bis 1975 war Wise Präsident der Directors Guild of America und von 1985 bis 1988 Präsident der AMPAS. In dieser Funktion nahm er 1987 die Auszeichnung für den Schauspieler Paul Newman entgegen, da dieser an der Zeremonie nicht teilnehmen konnte.
Wise verstarb am 14. September 2005 kurz nach seinem 91. Geburtstag an Herzversagen.

## Filmografie

### Ton
- 1935: Der Verräter (The Informer)

### Schnitt
- 1939: Der Glöckner von Notre Dame (The Hunchback of Notre Dame)
- 1940: Meine Lieblingsfrau (My Favorite Wife)
- 1940: Dance, Girl, Dance
- 1941: Der Teufel und Daniel Webster (The Devil and Daniel Webster)
- 1941: Citizen Kane
- 1942: Der Glanz des Hauses Amberson (The Magnificent Ambersons)
- 1943: Ohne Rücksicht auf Verluste (Bombardier)
- 1943: The Fallen Sparrow

### Regie
- 1944: The Curse of the Cat People (Ko-Regie)
- 1944: Mademoiselle Fifi
- 1945: Game of Death
- 1945: Der Leichendieb (The Body Snatcher)
- 1946: Criminal Court
- 1947: Born to Kill
- 1948: Mystery in Mexico
- 1948: Nacht in der Prärie (Blood On The Moon)
- 1949: Ring frei für Stoker Thompson (The Set-Up)
- 1950: Frauengeheimnis (Three Secrets)
- 1950: Vorposten in Wildwest (Two Flags West)
- 1951: Der Tag, an dem die Erde stillstand (The Day the Earth Stood Still)
- 1951: The House on Telegraph Hill
- 1952: Something for the Birds
- 1952: Stadt im Würgegriff (The Captive City)
- 1953: Die Wüstenratten (The Desert Rats)
- 1953: Durch die gelbe Hölle (Destination Gobi)
- 1953: Ein Herz aus Gold (So Big)
- 1954: Die Intriganten (Executive Suite)
- 1955: Mein Wille ist Gesetz (Tribute To A Bad Man)
- 1955: Die schöne Helena (Helen Of Troy)
- 1956: Die Hölle ist in mir (Somebody Up There Likes Me)
- 1957: Kein Platz für feine Damen (This Could Be The Night)
- 1957: Land ohne Männer (Until They Sail)
- 1958: Laßt mich leben (I Want to Live!)
- 1958: U 23 – Tödliche Tiefen (Run Silent, Run Deep)
- 1959: Wenig Chancen für morgen (Odds Against Tomorrow)
- 1961: West Side Story (Ko-Regie)
- 1962: Spiel zu zweit (Two For The Seasaw)
- 1963: Bis das Blut gefriert (The Haunting)
- 1965: Meine Lieder – meine Träume (The Sound Of Music)
- 1966: Kanonenboot am Yangtse-Kiang (The Sand Pebbles)
- 1968: Star!
- 1971: Andromeda – Tödlicher Staub aus dem All (The Andromeda Strain)
- 1973: Zwei Menschen unterwegs (Two People)
- 1975: Die Hindenburg (The Hindenburg)
- 1977: Audrey Rose – das Mädchen aus dem Jenseits (Audrey Rose)
- 1979: Star Trek: Der Film (Star Trek: The Motion Picture)
- 1986: Wisdom – Dynamit und kühles Blut (Wisdom)
- 1989: Rooftops – Dächer des Todes (Rooftops)
- 2000: Sommer der Freundschaft (A Storm In Summer) (Fernsehfilm)